# Richardson (cratera)

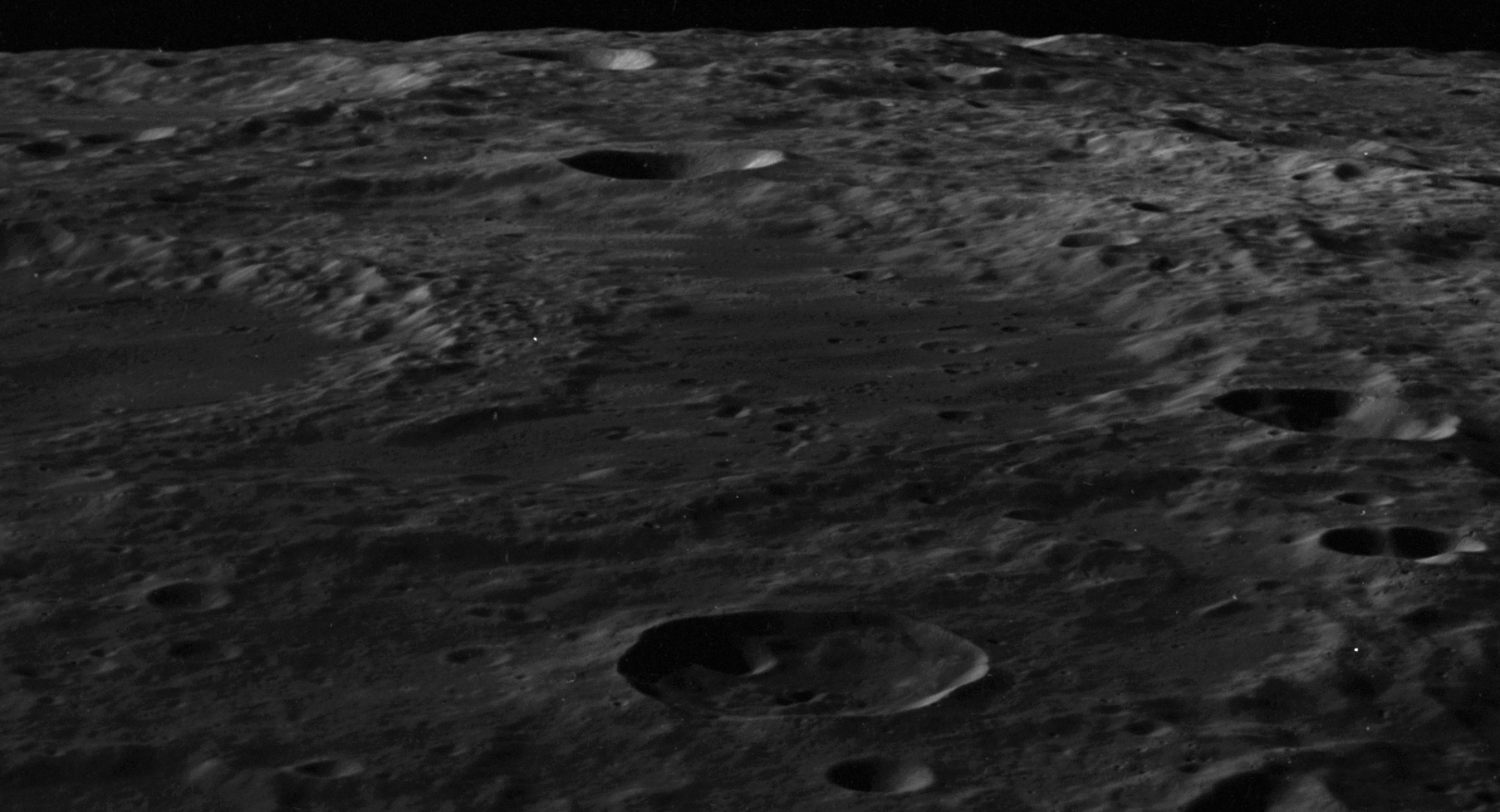
Vista oblíqua da Apollo 14, voltada para noroeste

Richardson é um grande lunar cratera de impacto localizado na Lua 's lado , logo atrás do membro oriental.  Encontra-se ao sul da enorme planície murada de Harkhebi e a leste-sudeste da cratera Vestine .  Apenas para o nordeste é Szilard , e para o sudeste é Artamonov . 
Uma parte substancial da cratera é coberta por Maxwell , que fica do outro lado da borda, a sudoeste.  A borda nordeste de Maxwell atinge o ponto médio aproximado de Richardson e, junto com a muralha externa, cobre quase metade do piso interno.  O restante da borda de Richardson está desgastado e erodido, com Richardson W se intrometendo na borda noroeste e Richardson E no lado leste. 
O andar interior sobrevivente de Richardson é relativamente plano, mas marcado por várias pequenas craterlets.  O aro e o piso interior são cobertos por uma série de depósitos finos do impacto Giordano Bruno , localizados apenas a norte-nordeste. 
Antes da nomeação formal em 1979 pela IAU ,  esta cratera era conhecida como Cratera 114 . 

## Crateras satélites
Por convenção, essas características são identificadas nos mapas lunares, colocando a letra ao lado do ponto médio da cratera mais próximo de Richardson. 
| Richardson | Latitude | Longitude | Diâmetro |
| ---------- | -------- | --------- | -------- |
| E          | 31,9 ° N | 103,6 ° E | 22 km    |
| W          | 33,5 ° N | 98,3 ° E  | 23 km    |